# Deltový sval
Deltový sval (lat. musculus deltoideus) je povrchově uložený plochý kosterní sval, který objímá ramenní kloub. Svým tvarem se podobá trojúhelníku, čímž připomíná řecké velké písmeno delta. U člověka má tvar části pláště kužele.

## Uložení
Je rozepjatý mezi hřebenem lopatky (spina scapulae), klíční kosti a nadpažek lopatky (acromion). Upíná se nad polovinu pažní kostí na tuberositas deltoidea humeri a tvoří kulatou konturu ramene. Zvláště u mužů je místem k injekční aplikaci látek do svalu.
U člověka má deltový sval tři části:
- Nadpažková část (pars acromialis): odstupuje od nadpažku (kostěný výběžek lopatky-acromion), společně s velkým prsním svalem umožňuje upažení(abdukce paže)
- Lopatková část (pars spinalis): Lopatková část (lze nalézt i pod pojmem Hřebenová část) odstupuje od zevních 2/3 hřebenu lopatky, stah způsobí zapažení
- Klíčková část (pars clavicularis): odstupuje od klíční kosti, stahem svalových vláken dojde k předpažení

Svalová vlákna všech tří částí se sbíhají a srůstají a tlustou šlachou se společně upínají na pažní kost v oblasti tuberositas deltoidea (deltová drsnatina pažní kosti) . Deltový sval je typickým mnohozpeřeným svalem.
Jednotlivé části mohou chybět. Vyskytují se svalové spojky se svaly okolními.
Z hlediska vývoje se společně vyvíjí akromiální a klavikulární část, část spinální samostatně.

## Funkce
Sval jako celek udržuje klidovým napětím hlavici ramenního kloubu v jamce. Má-li jedinec obrnu, dochází ke spontánní luxaci (vykloubení) ramenního kloubu váhou končetiny.
Klavikulární část (pars clavicularis) se podílí na předpažení (ventrální flexi) abdukci a vnitřní rotaci paže, akromiální část způsobuje upažení (abdukci paže) a hřebenová část (pars spinalis) se účastní na zapažení (extenzi) a zevní rotaci horní končetiny.

## Inervace
Sval je řízen z nervus axillaris z nervové pleteně pro horní končetinu plexus brachialis. Kořenovou inervaci má tento nerv v pátém a šestém krčním obratli (C5 a C6).

## Deltový sval u zvířat
Naprostá většina savců má redukovanou klíční kost, někdy úplně chybí. Klavikulární část deltového svalu je proto redukována a stává se součástí kývače.